# Амир Ахмед Затуна
Амир Ахмед Затуна Элмешад (араб. الكسندر ياكوبسن‎; род. 18 марта 1994, Видовре, Копенгаген), также известный под датским именем Александер Якобсен (дат. Alexander Jakobsen) — египетский футболист, полузащитник. Выступал за национальную сборную Египта.
Отец Амир — египтянин, а мать датчанка.

## Клубная карьера
Затуна начал карьеру в клубах «Люнгбю» и «Копенгаген». В 2011 году он попал в академию нидерландского ПСВ. Из-за высокой конкуренции Амир был отправлен за игровой практикой в дублирующий состав. В матче против «Осса» он дебютировал в Эрстедивизи. В начале 2015 года Затуна перешёл в шведский «Фалькенберг». 5 апреля в матче против «Ельфе» он дебютировал в Аллсвенскан лиге. 24 августа в поединке против «Сундсвалля» Амир забил свой первый гол за «Фалькенберг».
Летом 2016 года Затуна присоединился к норвежскому «Будё-Глимт». В матче против «Волеренги» он дебютировал в Типпелиге.
В начале 2017 года Амир вернулся в Данию, подписав контракт с «Виборгом». 27 февраля в матче против «Орхуса» он дебютировал в датской Суперлиге. 3 марта в поединке против «Эсбьерга» Затуна забил свой первый гол за «Виборг». Летом того же года Амир перешёл в «Норрчёпинг». 30 июля в матче против «Гётеборга» он дебютировал за новую команду. 1 октября в поединке против «Хаммарбю» Затуна забил свой первый гол за «Норрчёпинг».
13 августа 2024 года подписал однолетний контракт с нидерландским клубом «Валвейк».

## Международная карьера
На юношеском уровне Затуна выступал за сборные Дании различных возрастов. В 2013 году он получил приглашение от Федерации футбола Египта и принял его. В том же году в составе молодёжной сборной Египта Амир стал победителем молодёжного Кубка Африки. 28 марта 2017 года в товарищеском матче против сборной Того он дебютировал за сборную Египта.

## Достижения
Международные
 Египет (до 20)
- Молодёжный кубок африканских наций (1): 2013